# フォルヒハイム郡
フォルヒハイム郡 (ドイツ語: Landkreis Forchheim) は、ドイツ連邦共和国バイエルン州オーバーフランケン行政管区南部に位置する郡。隣接する郡は、北にバンベルク郡、北東および東にバイロイト郡、南東にニュルンベルガー・ラント郡、南および西にエアランゲン＝ヘーヒシュタット郡である。

## 地理
この郡の大部分は、フレンキシェ・シュヴァイツに位置する。郡西部を、ニュルンベルク/エアランゲンから、つまり南から、北へレグニッツ川が流れている。郡庁所在地フォルヒハイム付近で東からヴィーゼント川が、その下流のバンベルク郡との郡境付近で西からアイシュ川が、レグニッツ川に合流する。また、レグニッツ川とほぼ並行してマイン＝ドナウ運河が郡域を流れている。

## 歴史
この地域の大部分は、1802年11月29日にバイエルン軍によって併合されるまで、約800年間、バンベルク大司教の支配下にあった。バイエルンへの併合後の1803年、現在の郡域にフォルヒハイム地方裁判所およびグレーフェンベルク地方裁判所が設けられた。これは司法機能と同時に行政機能をも併せ持った機関であった。両裁判所の管区は、最初ペグニッツ郡に、1808年からはレグニッツ郡、1817年からはオーバーマイン郡、1838年からはオーバーフランケン郡にそれぞれ属した。バイエルンでは1862年に司法と行政が分離された。フォルヒハイムおよびグレーフェンベルクの行政機関として、「フォルヒハイム管区庁」が設置され、1939年には、現在の「郡 (Landkreis)」にあたる「地方行政局 (Landratsamt)」が設けられた。
フォルヒハイム郡が、現在の地域に創設されたのは、1972年の市町村再編の時であった。この時まで郡独立市であったフォルヒハイムがフォルヒハイム郡に編入され、廃止されたエーバーマンシュタット郡とペグニッツ郡のそれぞれ一部がフォルヒハイム郡に編入された。フォルヒハイムは、郡独立市ではなくなったが、大規模郡都市の地位を得た。

## 行政

### 郡議会
2020年3月15日の選挙結果に基づく政党別議席配分は以下のとおりである
- CSU 21議席
- SPD 7議席
- Freie Wähler 12議席
- GRÜNE 11議席
- Junge Liste 5議席
- FDP 2議席
- AfD 2議席

計 60議席である。

### 紋章
下部は、銀地に赤い魚。上部は、金地と赤地で左右に分割される。向かって左は、銀の右上から左下への斜め帯、赤い爪と舌を持った黒い獅子。向かって右は斜めに置かれた銀の鍵。

### 友好自治体
- シャルロッテンブルク＝ヴィルマースドルフ区（ドイツ、ベルリン）
- ゼクジシェ・シュヴァイツ郡(de:Landkreis Sächsische Schweiz)（ドイツ、ザクセン州）
- ビスカロース(fr:Biscarrosse)（フランス、ランド県）
- 旧スターリング州（スコットランド）

## 市町村
| 市 - エーバーマンシュタット (Ebermannstadt 7,041) - フォルヒハイム (Forchheim 33,610) 大規模郡都市 - グレーフェンベルク (Gräfenberg 4,248) 市場町 - エゴルスハイム (Eggolsheim 6,639) - エグロフシュタイン (Egloffstein 2,103) - ゲスヴァインシュタイン (Gößweinstein 4,405) - ヒルトポルトシュタイン (Hiltpoltstein 1,517) - イゲンスドルフ (Igensdorf 5,153) - ノインキルヒェン・アム・ブラント (Neunkirchen a.Brand 8,141) - プレッツフェルト (Pretzfeld 2,383) - ヴィーゼントタール (Wiesenttal 2,620) 町村 - ドルミッツ (Dormitz 2,031) - エッフェルトリヒ (Effeltrich 2,546) - ハレルンドルフ (Hallerndorf 4,258) - ハウゼン (Hausen 3,808) - ヘーロルツバッハ (Heroldsbach 5,151) - ヘッツレス (Hetzles 1,378) - キルヒエーレンバッハ (Kirchehrenbach 2,227) - クラインゼンデルバッハ (Kleinsendelbach 1,468) - クンロイト (Kunreuth 1,424) - ランゲンゼンデルバッハ (Langensendelbach 3,070) - ロイテンバッハ (Leutenbach 1,656) - オーバートルバッハ (Obertrubach 2,266) - ピンツベルク (Pinzberg 1,997) - ポックスドルフ (Poxdorf 1,537) - ウンターラインライター (Unterleinleiter 1,150) - ヴァイラースバッハ (Weilersbach 2,039) - ヴァイセノーエ (Weißenohe 1,216) - ヴィーゼンタウ (Wiesenthau 1,643) | 行政共同体 - ドルミッツ行政共同体: ドルミッツ、ヘッツレス、クラインゼンデルバッハ - エーバーマンシュタット行政共同体: エーバーマンシュタット、ウンターラインライター - エッフェルトリヒ行政共同体: エッフェルトリヒ、ポックスドルフ - ゴスベルク行政共同体: クンロイト、ピンツベルク、ヴィーゼンタウ - グレーフェンベルク行政共同体: グレーフェンベルク、ヒルトポルトシュタイン、ヴァイセノーエ - キルヒエーレンバッハ行政共同体: キルヒエーレンバッハ、ロイテンバッハ、ヴァイラースバッハ （市町村に属さない地域はない） |

（かっこ内の単位のない数字は、2023年12月31日現在の人口）

## 交通
1844年にバイエルン王国によりルートヴィヒ南北鉄道ニュルンベルク - バンベルク線が建設されていた、レグニッツ渓谷が遠距離交通の主軸を成している。
郡庁所在地のフォルヒハイムから、バイエルン州立鉄道は2本のローカル鉄道をこの地域に敷設した。一つは、1891年に開通したヴィーゼント川を遡るように、かつての郡庁所在地 エーバーマンシュタットまで行く路線、もう一つは1892年に建設されたアイシュ川流域をヘーヒシュタットへ向かう路線である。
エーバーマンシュタットから、フレンキシェ・シュヴァイツの渓谷が開発されていった。第一次世界大戦開始までに着工されていたラインライター渓谷を通ってハイリゲンシュタットに至る路線は1915年に開通した。これに対して、ベーリンガースミューレ（ゲスヴァインシュタイン）方面への建設工事は1930年まで延期された。この後、ドイツ帝国鉄道は、ポッテンシュタイン経由でペグニッツまでを結ぶという計画を破棄してしまった。
郡の南部では、1886年に、「ゼークー」の愛称で呼ばれるエアランゲン - エシェナウ - グレーフェンベルクが運行を開始した。
現在、定期運行している旅客路線は郡内総延長34kmである。以下の4区間39kmが廃止された。
- 1960年: ガッセルドルフ - ウンターラインライター - ハイリゲンシュタット
- 1961/63年: エアランゲン - ノインキルヒェン・アム・ブラント - エシェナウ
- 1976年: エーバーマンシュタット - ベーリンガースミューレ
- 1984年: フォルヒハイム - ポッペンドルフ - ヘーヒシュタット

エーバーマンシュタットとベーリンガースミューレの間のヴィーゼント渓谷では、フレンキシェ・シュヴァイツ蒸気機関車愛好会により博物館の路線を利用した観光鉄道が運行されている。

## 経済
フォルヒハイム郡全域では、計22,161人の社会保険の対象となる労働者がいる（2004年6月現在）。バイエルン州北部の他の地域とは対照的に、フォルヒハイムにおける労働者人口は比較的安定した成長を続けている。
主要な企業は、
- IHK für Oberfranken die Siemens AG （フォルヒハイム、医療工学）
- Kennametal GmbH & Co. KG （エーバーマンシュタット、工具製造）
- Huhtamaki Forchheim GmbH& Co. KG （フォルヒハイム、包装業）

および、これに加えて、フォルヒハイム病院が主な雇用者である。
フォルヒハイム郡、およびフォルヒハイム市から多くの人がエアランゲンの職場へ通っている。

## 引用
1. 1 2  https://www.statistikdaten.bayern.de/genesis/online?operation=result&code=12411-003r&leerzeilen=false&language=de Genesis-Online-Datenbank des Bayerischen Landesamtes für Statistik Tabelle 12411-003r Fortschreibung des Bevölkerungsstandes: Gemeinden, Stichtag (Einwohnerzahlen auf Grundlage des Zensus 2011)
2. ↑  “Wahl des Kreistags - Kommunalwahlen 2020 im Landkreis Forchheim - Gesamtergebnis”. 2021年3月22日閲覧。